# Geología de Japón

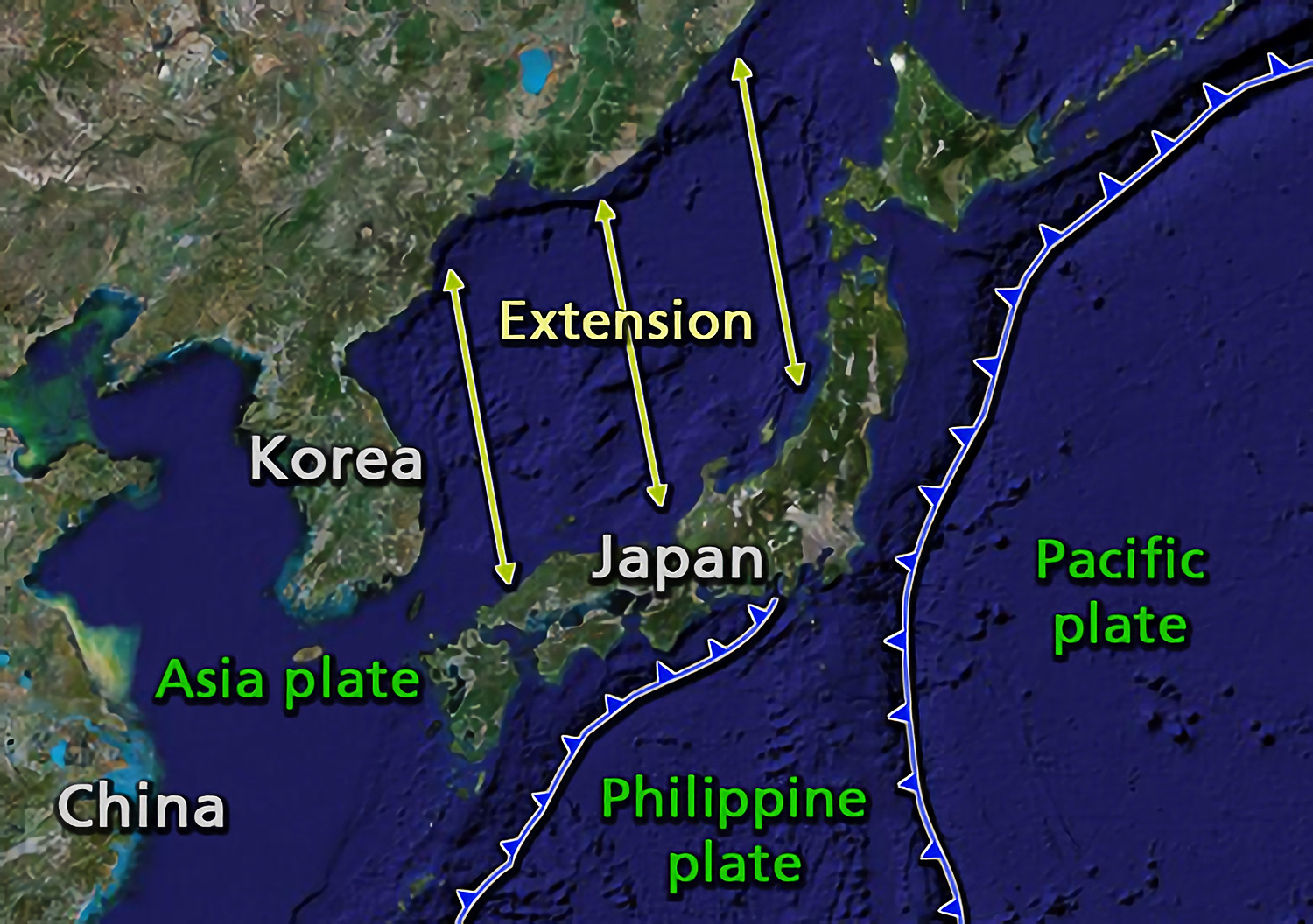
Las islas de Japón han sido separadas de la costa de Asia dando lugar a una cuenca submarina de trasarco

El archipiélago de Japón consta de alrededor de 1.042 islas, y más de 2.000 islotes. Las cuatro islas centrales son las mayores: Hokkaidō, Honshū, Shikoku y Kyushu, que suman alrededor del 98 % de su extensión total. El conjunto forma un arco de noreste a suroeste de 3.700 kilómetros.
Las islas se ubican en una de las zonas geológicamente más inestables y complejas del planeta. En general, es un país altamente sísmico debido a su ubicación en el Cinturón de Fuego del Pacífico. En Japón se han presentado 5 importantes terremotos en los últimos 15 años.

## Tectónica de placas

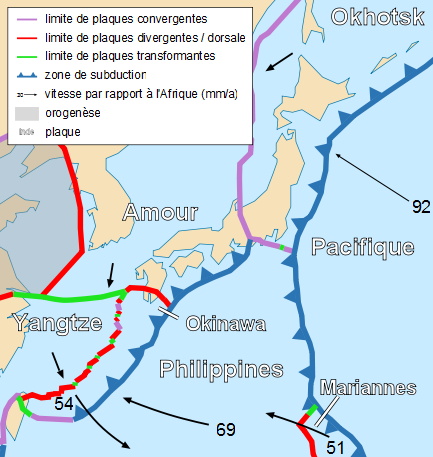
Carta tectónica de Japón

El grupo insular nipón es, sobre todo, el resultado de continuos e inmensos movimientos oceánicos que ocurrieron durante centenares de millones de años desde mediados del Período Silúrico hasta el Pleistoceno. Este proceso fue como resultado de la subducción tectónica de la placa Filipina y la placa Pacífica debajo de las continentales placa Euroasiática y placa Norteamericana.
La mayor parte del territorio terrestre está asentado sobre la placa de Ojotsk, ubicándose su línea de fricción y ruptura con la placa Euroasiática (sector también conocido como placa Amuria) al centro-sur de la isla de Honshū, a la altura del nudo montañoso y valle de la Fosa Magna. El resto del territorio japonés se encuentra en la segunda placa mencionada. Mientras tanto, el arco de las islas Ryūkyū se encuentran al borde de la placa Filipina. 
Por otro lado, la unión de la placa Filipina, la placa Euroasiática y la placa de Ojotsk ocurre en las cercanías del Monte Fuji o Fujiyama, convergencia con un alto potencial sísmico y vulcanológico.
Esta compleja distribución, origina profundas y extensas fosas oceánicas, especialmente en la costa pacífica del archipiélago. Destaca en particular la Fosa de Japón, de 9000 m de profundidad, originada por una falla con borde convergente por subducción.
Japón estuvo asociado originalmente a la costa este del continente eurasiático. Las placas se subdujeron, siendo más profundas que la placa Euroasiática. Estos procesos geológicos tiraron a Japón hacia el este, originado la apertura del Mar del Japón hace alrededor 15 millones de años y dando lugar a una cuenca submarina de trasarco El Estrecho de Tartaria y el Estrecho de Corea fueron abiertos mucho más adelante.
Las colisiones entre estas placas y su posterior hundimiento generaron los arcos de islas de las Kuriles y de Sajalin-Hokkaidô (al norte), el arco de Honshû, que conecta Kyūshū, Shikoku, Honshû y la porción oeste de Hokkaidô (en el centro), y los arcos de las Ryûkyû e Izu-Ogasawara (en el sur).

## Estructuras del relieve

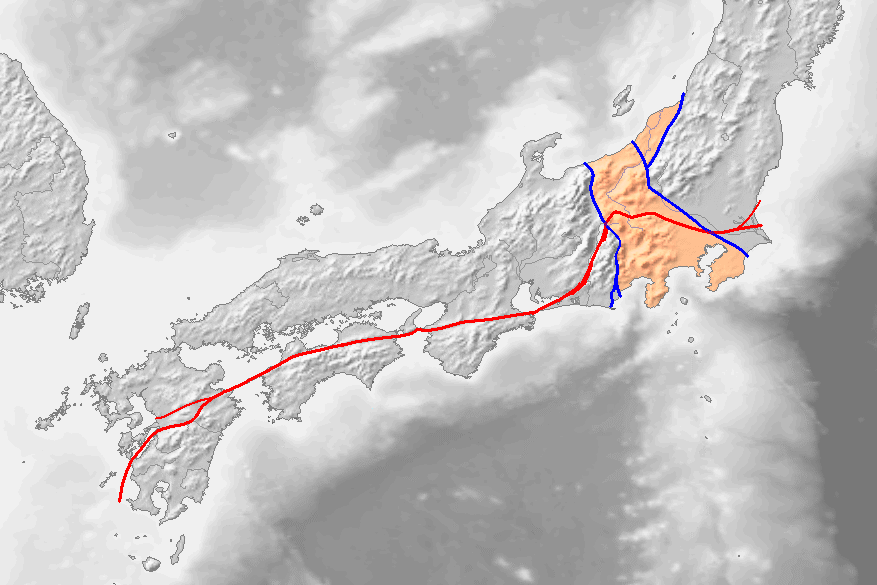
Fosa Magna de Japón (área en color rosa)

En el predominio de las formas abruptas de la topografía, coinciden tanto los factores tectónicos como los erosivos. El relieve geológicamente es muy joven, surgido en el Período Mesozoico y aún en plena emersión, con predominio de materiales eruptivos y formas volcánicas, pero sin llegar a formas muy elevadas.
Los límites entre la placa de Okhotsk y la placa Euroasiática se sitúan en el centro de Honshû a lo largo de la Fossa Magna, un valle que divide a Japón en dos zonas geológicas, la nororiental y la suroccidental; al oeste, aparece bordeado por la línea tectónica de Itoigawa-Shizuoka, una falla que se extiende desde la ciudad de Itoigawa (Niigata) hasta la ciudad de Shizuoka, pasando por el lago Suwa y por las montañas que conforman la frontera occidental de la Región de Kantō.
Precisamente, la principal unidad en la estructura del relieve japonés es la mencionada Fosa Magna, depresión tectónica con numerosas fallas y volcanes, que separa al territorio en dos sectores:
- Suroeste de la Fosa Magna: con dos zonas longitudinales, una interna (formaciones volcánicas, con relieve determinado por las fallas) y otra externa (formas apalachenses provocadas por plegamientos). En el contacto de ambas con la Fosa Magna aparecen los Alpes Japoneses.

- Noreste de la Fosa Magna (Honshu septentrional): también hay una zona externa (la oriental, más antigua, con materiales cristalinos erosionados) y otra interna (la occidental, más reciente, con formaciones volcánicas).

En Hokkaido destaca la cadena axial (N-S), que confluye en el centro de la isla con una alineación volcánica procedente de las islas Kuriles.

## Vulcanismo y sismicidad

Monte Fuji

Japón se sitúa en la zona volcánica denominada como el Cinturón de Fuego del Pacífico. Los temblores de tierra son frecuentes  (con una  intensidad reducida a moderada) y la actividad volcánica ocasional se siente en forma activa en las islas. Tienen lugar más de 5.000 movimientos sísmicos al año, de los cuales 1.000 son percibidos por la población, y de ellos sólo unos cuantos son terremotos violentos.
La mayoría de los volcanes se encuentran en la Fosa Magna, el nudo neurálgico del relieve del país, donde convergen las tres cadenas montañosas principales: Hida, Kiso y Akaishi.
Los volcanes tienden a presentar formas redondeadas y regulares, típicas de las montañas muy erosionadas y de formación lenta. Su forma más habitual es la de conos simétricos, con pendientes moderadas. 
Gran cantidad de fallas tectónicas locales recorren la superficie, originando sismos de regular intensidad. Las más grandes son dos fallas transversales al sur de Honshū: la Línea Tectónica de Itoigawa-Shizuoka y la Línea Tectónica Media Japonesa, ambas fallas transformantes que se encuentran en el límite de las placas de Okhotsk y Euroasiática, a lo largo del sistema montañoso de la isla.
Resultan sumamente destructivos los  terremotos, a menudo dando como resultado los tsunamis, con una frecuencia de varias veces en un  siglo. Los terremotos principales más recientes incluyen el Gran terremoto de Hanshin-Awaji en 1995, el Terremoto de la costa de Chūetsu de 2007 y el Terremoto y tsunami de Japón de 2011
Las aguas termales son numerosas y se han convertido en centros turísticos. 
Cada isla cuenta con su propia cadena montañosa, la cual sigue un eje transversal y las divide por la mitad. En Japón hay alrededor de 200 volcanes; sesenta de ellos están en actividad. El más famoso es el Fujiyama, (Fujisan), de 3.776 metros de altura, coronado de nieves perpetuas. Le sigue la montaña Kitadake, con 3.193 m de altura. El Asama es el volcán más activo de todo el archipiélago, y está situado en la isla de Honshu a aproximadamente 100 km de Tokio. Tiene una altura de 2,542 m s. n. m..
Casi la tercera parte del país consiste de terrenos de origen piroclástico.

## Morfología litoral y oceánica

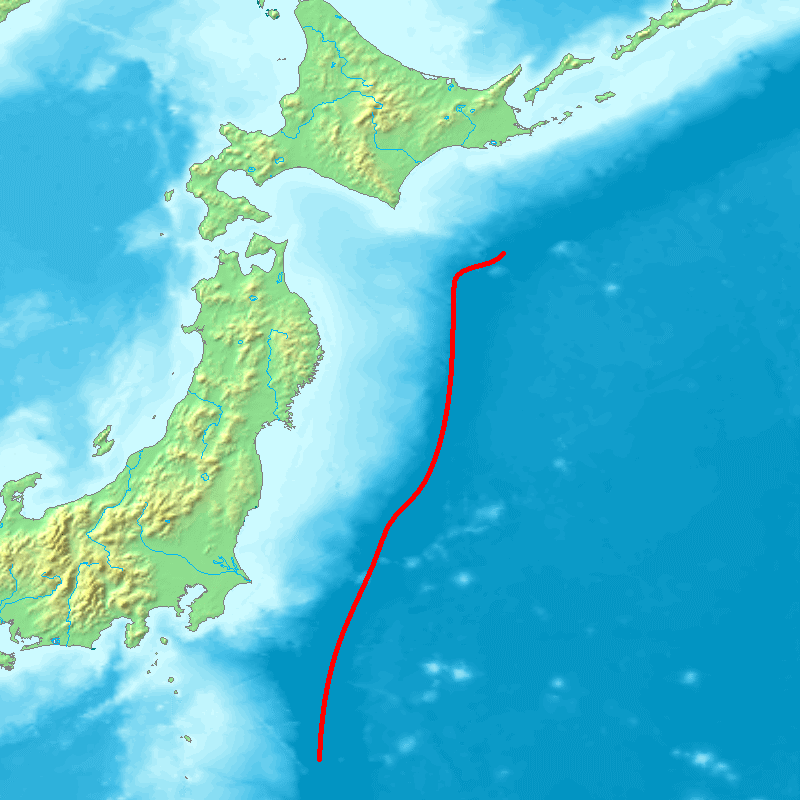
Fosa de Japón

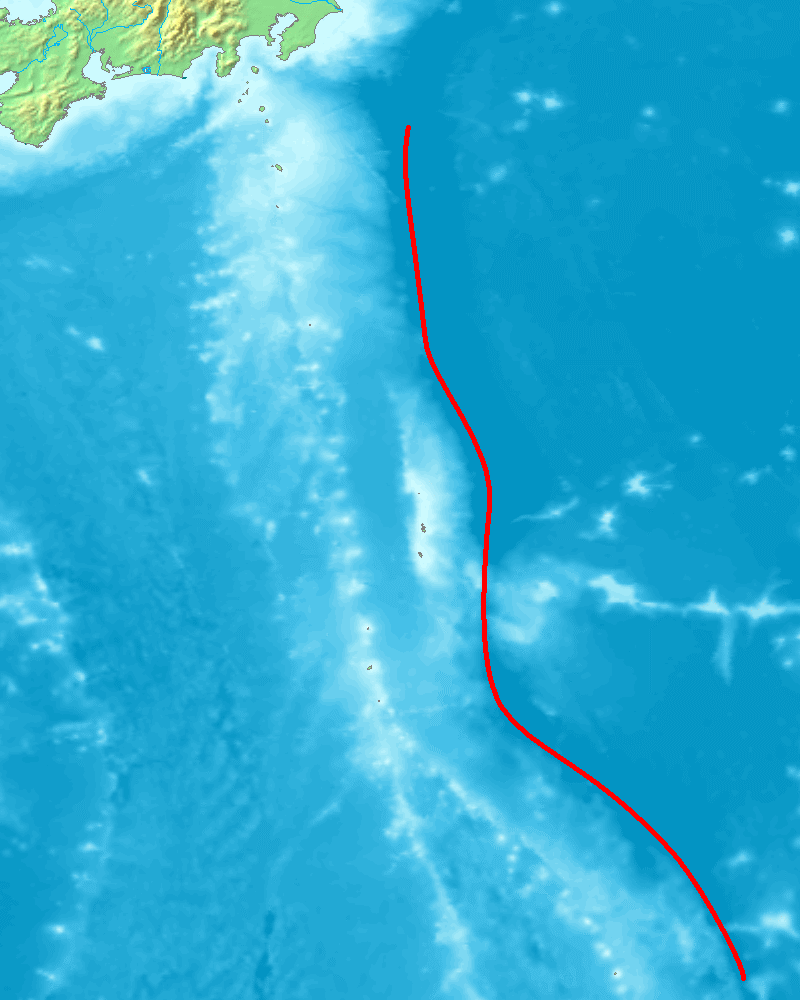
Fosa oceánica de Izu-Ogasawara

La superficie de Japón es fundamentalmente montañosa: sólo la cuarta parte (el 27%) está formado por pequeñas llanuras, la mayoría de ellas de tipo aluvial y sedimentario a lo largo de la costa. 
La proximidad de estas áreas montañosas al mar, junto a las fuertes precipitaciones y la abundancia de materiales de escasa consistencia, han propiciado una fuerte erosión lineal, llevada a cabo por ríos y torrentes, con grandes acumulaciones de sedimentos en sus conos de deyección costeros, que se ocupan como tierras de utilidad agropecuaria.
La tectónica es la responsable de los paisajes litorales. La costa del Mar del Japón es más rectilínea (paralela a las líneas de falla), mientras la costa del Pacífico es más recortada y con bahías (oblicua a dichas líneas), donde se encuentran las profundas fosas oceánicas.
Las fosas que bordean Japón se corresponden con el borde de estos arcos de islas: la fosa de las Kuriles-Kamchatka y la fosa de Japón se extienden desde las islas Kuriles hasta el centro de Honshû, justo en los límites entre las placas de Norteamérica y el Pacífico. 
La fosa de Izu-Ogasawara se extiende desde el centro de Honshû hasta el sur, bordeando los límites entre la placa del Pacífico y la de Filipinas, mientras que la fosa de las Ryûkyû se extiende desde el centro de Honshû hasta las islas Ryūkyū en los límites entre la placa de Filipinas y la Euroasiática. 
Precisamente es el hundimiento de la placa del Pacífico sobre la placa Norteamericana y la placa de Filipinas sobre la placa Euroasiática lo que explica que las cordilleras japonesas sean más elevadas en el área del Pacífico que en el área del Mar del Japón.